# Liam Miller
William Peter Miller (Cork, Irlanda, 13 de febrero de 1981-Ibidem, 9 de febrero de 2018), conocido como Liam Miller, fue un futbolista irlandés que jugó en varios equipos de la Liga irlandesa, del Reino Unido y de Australia, además de jugar en la selección nacional de Irlanda.

## Carrera

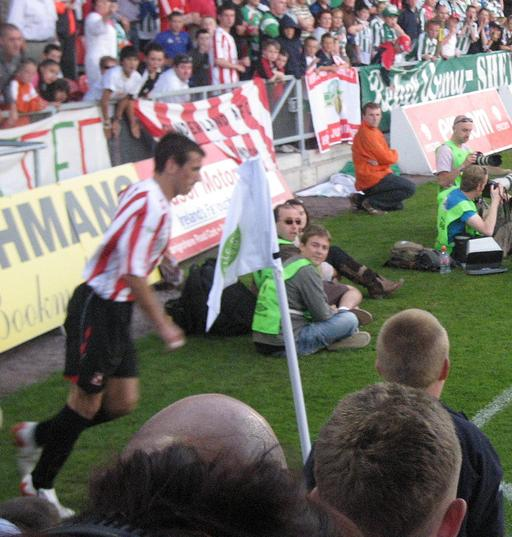
Liam Miller lanza un saque de esquina

Jugó como centrocampista y su último club fue el Wilmington Hammerheads de Estados Unidos. Inició su carrera con el Celtic y más tarde fue prestado al Aarhus GF en 2001. Regresó a Celtic Park irrumpiendo en el primer equipo en la temporada 2003-04. Rechazó la oferta de un nuevo contrato del Celtic, uniéndose al Manchester United en 2004 tras expirar su contrato con el conjunto escocés. Se unió al Leeds United durante la temporada 2005-06. Miller jugó 22 partidos para el Manchester United.
Desde 2006 hasta 2009, jugó para el Sunderland, siguiendo una corta estancia en el Queens Park Rangers desde enero hasta mayo de 2009, cuando fue liberado. Miller se unió al Hibernian en septiembre de ese año sin coste alguno. Se mudó a la A-League de Australia en 2011 después que finalizó su contrato con el Hibernian, jugando para el Perth Glory, Brisbane Roar y Melbourne City. En 2015 se unió al equipo de su ciudad, Cork City, y un año después al Wilmington Hammerheads.

## Selección nacional
Representó al equipo internacional de la República de Irlanda, haciendo su debut en 2004 contra la República Checa. Jugó 21 encuentros durante cinco años, anotando un gol. 

## Muerte
Miller murió de cáncer de páncreas a la edad de 36 años.

## Clubes
| Club                        | País           | Año       |
| --------------------------- | -------------- | --------- |
| Celtic F. C.                | Escocia        | 2000-2004 |
| Aarhus GF (cedido)          | Dinamarca      | 2001      |
| Manchester United F. C.     | Inglaterra     | 2004-2006 |
| Leeds United F. C. (cedido) | Inglaterra     | 2005-2006 |
| Sunderland A. F. C.         | Inglaterra     | 2006-2009 |
| Queens Park Rangers F. C.   | Inglaterra     | 2009      |
| Hibernian F. C.             | Escocia        | 2009-2011 |
| Perth Glory F. C.           | Australia      | 2011-2013 |
| Brisbane Roar F. C.         | Australia      | 2013-2014 |
| Melbourne City F. C.        | Australia      | 2014      |
| Cork City F. C.             | Irlanda        | 2015-2016 |
| Wilmington Hammerheads      | Estados Unidos | 2016      |

## Palmarés

### Campeonatos nacionales
| Título                       | Club                | País       | Año  |
| ---------------------------- | ------------------- | ---------- | ---- |
| Liga Premier de Escocia      | Celtic F. C.        | Escocia    | 2004 |
| Football League Championship | Sunderland A. F. C. | Inglaterra | 2007 |
| A-League                     | Brisbane Roar F. C. | Australia  | 2014 |